# اکسل برگ (سیاستمدار)
اکسل برگ (انگلیسی: Axel Berg؛ زادهٔ ۱۹۵۹) یک سیاست‌مدار اهل آلمان است. او از اعضای حزب سوسیال دموکرات آلمان(SPD) می‌باشد.